# Gaet'ale
Der Gaet'ale ist ein kleiner hypersaliner See in der Nähe des Dallol-Kraters in der Danakil-Depression in der Region Afar, Äthiopien. Er befindet sich über einer unterirdischen Thermalquelle tektonischen Ursprungs und hat an der Erdoberfläche keine Zu- oder Abflüsse. Das Wasser des Gaet'ale hat einen Salzgehalt von 43 %, weshalb er als das salzigste Gewässer der Erde gilt, noch vor dem Don-Juan-See in der Antarktis mit über 40 %.

## Lage und Entstehung
Der Gaet'ale ist der größte von einigen kleinen Teichen, die sich etwa 4 km südöstlich der Dallol-Quellen befinden. Er hat eine etwa halbmondförmige Form und misst rund 60 m im Durchmesser.
Nach Aussage von Bewohnern des nahe gelegenen Dorfes Ahmed'ela entstand der Teich nach einem Erdbeben im Januar 2005. Da das Wasser einer unterirdischen Thermalquelle entspringt, ist die Wassertemperatur des Teichs mit 50–55 °C höher als die Umgebungstemperatur.

## Zusammensetzung des Wassers
Das Wasser des Gaet'ale enthält hauptsächlich Calciumchlorid (CaCl2) mit 2,72 mol/kg und Magnesiumchlorid (MgCl2) mit 1,43 mol/kg. Außerdem enthält es kleinere Mengen von Natrium- und Kalium-Ionen sowie Nitrit-Anionen. Der Abdampfrückstand beträgt 433 g/L oder 43,3 %. Es enthält außerdem Spuren von Fe3+-Ionen, die einen Komplex mit Cl− bilden, was dem Wasser seine charakteristische gelbe Farbe verleiht.
Dem Wasser entweichen an seiner Oberfläche Bläschen eines farblosen Gases, bei dem es sich wahrscheinlich um vulkanisch gebildetes Kohlendioxid handelt. Um den Teich finden sich Körper toter Vögel und Insekten.

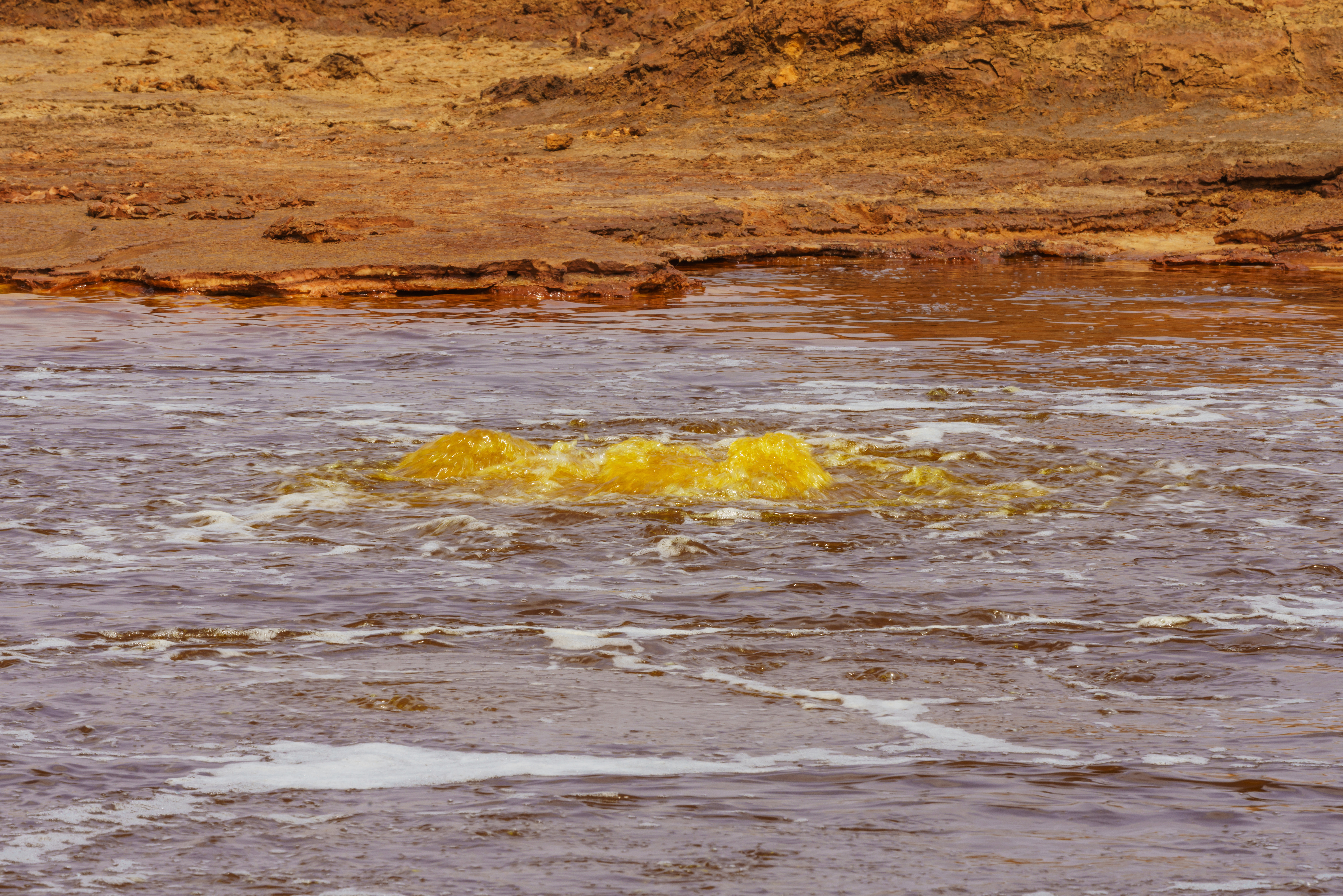
Heiße Quelle im Teich
Direkt am Ufer